# Rapport Pébereau sur la dette publique
Le rapport Pébereau sur la dette publique est une étude française de 2005 (publiée en 2006), commandée par le ministre des Finances d'alors Thierry Breton, rédigée par une commission ad hoc dirigée par Michel Pébereau, sur l'évolution de dette publique de la France.

## Objectifs
Le 8 juillet 2005, le Ministre français des Finances Thierry Breton, a chargé Michel Pébereau de créer une commission chargée de :
- « mettre en évidence les conditions dans lesquelles la dette publique actuelle s'est constituée »
- « définir les orientations et les mesures nécessaires pour assurer le redressement de nos finances publiques et réduire leurs charges pour le futur »
- « proposer toutes mesures de nature à dégager des marges de manœuvre nouvelles en appui des réformes que doit mettre en œuvre notre pays, y compris les mesures relatives à la gestion de la dette elle-même ».

Son rapport a été remis à Thierry Breton le 14 décembre 2005. Le rapport Champsaur-Cotis sur le même sujet a pour sa part été remis au président Sarkozy en Avril 2010 .

## Membres de la commission
La commission présidée par Michel Pébereau était composée de 20 membres dont des économistes, élus, statisticiens, journalistes, industriels, enseignants, etc.
- Patrick Artus, économiste et directeur de la recherche et des études à la Caisse des dépôts et consignations ;
- Christian Blanc, député des Yvelines ;
- Michel Camdessus, gouverneur honoraire de la Banque de France, ancien directeur général du FMI ;
- Jean-Michel Charpin, directeur général de l'INSEE ;
- Jean-Philippe Cotis, chef économiste de l'OCDE ;
- Olivier Davanne, économiste ;
- Pierre-Mathieu Duhamel, directeur du Budget ;
- Xavier Fontanet, président-directeur général d'Essilor ;
- Philippe Herzog, président de Confrontations Europe et ancien député européen ;
- Jacques Julliard, journaliste et historien ;
- Philippe Kourilsky, professeur au Collège de France ;
- Françoise Laborde, journaliste ;
- Alain Lambert, ancien ministre et sénateur de l'Orne ;
- Pascal Lamy, directeur général de l'OMC ;
- Jacques de Larosière, gouverneur honoraire de la Banque de France, ancien directeur général du FMI ;
- Édouard Michelin, président-directeur général de Michelin ;
- Didier Migaud, député de l'Isère, ancien rapporteur général du Budget ;
- Xavier Musca, directeur général de la Direction générale du Trésor et de la Politique économique  (DGTPE);
- Nicole Notat, ancienne première secrétaire de la CFDT et présidente de Vigeo ;
- Maria Nowak, présidente de l'Association pour le droit à l'initiative économique.

## Constats

### Évolution et montant de la dette
Entre 1980 et 2004, la dette de la France a été multipliée par 5 en euros constants. Elle s'élevait à 206 milliards d'euros en 1980 et à 1067 milliards d'euros à la fin 2004. L'augmentation étant donc en moyenne de 6 % par an. 
Dans le budget 2005, le remboursement des intérêts de la dette représente 40 milliards d'euros, soit plus que le budget de la défense, et presque autant que celui de l'Éducation nationale. 
À cette dette doivent être ajoutées les prévisions de dettes correspondant aux engagements de l'État, dont notamment la retraite des fonctionnaires, ce qui élève le montant à plus de 2000 milliards d'euros.

### Dette saine, et dette malsaine
Surtout, cet endettement ne s'accompagne pas d'un enrichissement (cas général d'un investissement, par exemple pour acheter un bien immobilier), mais d'un appauvrissement de la France : une part très importante (en moyenne 40 ou 60 % du déficit annuel entre 1993 et 2004)  n’a financé que des dépenses de fonctionnement et de transfert. 
Et « les administrations publiques consacrent à l’investissement une part de moins en moins importante de leurs dépenses : entre 7,5 et 8 % seulement depuis le milieu des années 1990, contre 9,5 % en 1978 ».
Finalement « ce n’est pas parce que les administrations publiques se sont mises à investir massivement que la dette a augmenté depuis la fin des années 1970. C’est au contraire parce que l’augmentation de la dette a financé autre chose que des équipements supplémentaires que les administrations publiques se sont globalement appauvries ».

#### L'exemple de l'assurance maladie
Un des postes les plus importants de ces reports de dépenses courantes concerne l’assurance maladie.
"Jusqu’à la fin des années 1980, la Sécurité Sociale ne s’était pas endettée. La situation a radicalement changé à partir du début des années 1990. En 15 ans, la Sécurité sociale a accumulé une dette qui s’élève, en tenant compte des déficits en 2005 et 2006, à environ 110 milliards d’euros fin 2006. Cette dette provient essentiellement des dépenses d’assurance maladie.
... Jusqu’en 2020 au moins, les actifs assumeront une dette correspondant à nos dépenses courantes de santé des années 1990 à 2006. Dans le même temps ils devront faire face à leurs propres dépenses de santé. Ils paieront donc deux fois."

### Surestimation systématique de la rentabilité d'investissements
Parallèlement à ce report très visible de dépenses courantes envers les générations futures, un autre travers consiste à surestimer la rentabilité future d'investissements, par exemple dans le domaine des infrastructures ferroviaires cité plus haut. 
« La rentabilité prévisionnelle d’un tel projet serait, en moyenne, divisée par 2 entre les études préliminaires et la déclaration d’utilité publique, selon une étude du ministère de l’Économie, des Finances et de l’Industrie. »
« Et encore par 2 entre la déclaration d’utilité publique et la mise en service. Au total, la rentabilité constatée serait 4 fois plus faible que celle estimée au moment du lancement de la réflexion. »
« Il est frappant de relever que de tels biais aient été à plusieurs reprises constatés, sans que cela ait conduit à être plus rigoureux dans les critères de lancement des projets d’infrastructures publiques. »
« Ici encore la facilité du recours à l’endettement a permis de ne pas gérer certaines dépenses avec la rigueur nécessaire.

## Préconisations

### Renverser la tendance à l'augmentation de la dette financière de l'État
1. Revenir à l'équilibre en 5 ans au maximum en stabilisant les dépenses en euros courants et en modulant l'intensité de l'effort en fonction de la conjoncture.
2. Ne pas diminuer le niveau global des prélèvements obligatoires pendant la phase de retour à l'équilibre.
3. Affecter intégralement les recettes exceptionnelles au désendettement sous réserve des dotations du FRR.
4. Une fois l'équilibre atteint, utiliser les finances publiques pour réguler le cycle économique.

### Mieux associer les collectivités territoriales à l'objectif de maîtrise des finances publiques
5. Durant la phase de retour à l'équilibre, stabiliser les dotations de l'État aux collectivités territoriales en euros courants. En contrepartie : assurer la neutralité des transferts ; ne pas imposer unilatéralement de nouvelles dépenses aux collectivités territoriales ; tenir compte de la fragilité de certaines communes.
6. Assurer aux collectivités territoriales une plus grande maîtrise de leurs ressources et de leurs dépenses.

### Garantir l'équilibre des régimes sociaux
7. Poursuivre la réforme des retraites en 2008 avec deux priorités : 
- s'assurer de l'équilibre jusqu'en 2020 de l'ensemble des régimes, y compris des régimes spéciaux ;
- préciser les conditions de financement du FRR.

8. Garantir le retour à l'équilibre de l'assurance maladie en 2009 en prévoyant chaque année comment seront rééquilibrés les comptes en cas de non-respect du calendrier de retour à l'équilibre prévu par la LFSS 2006.
9. À partir de 2009, garantir l'absence d'endettement de l'assurance maladie par l'utilisation de trois instruments : 
- l'obligation de vote à l'équilibre
- le retour automatique à l'équilibre d'une année sur l'autre
- la création d'un fonds de préservation de l'équilibre.

10. Garantir l'équilibre de l'assurance chômage en proposant aux partenaires sociaux un examen annuel de l'application des conventions et en utilisant le fonds de régulation une fois l'équilibre retrouvé.

### Faire de la réduction des dépenses inefficaces la priorité du gouvernement et du Parlement pendant la phase de retour à l'équilibre
11. En cas d'annonce d'une nouvelle dépense, préciser la ou les dépenses qui sont supprimées en contrepartie pour le même montant.
12. Mettre en place sous l'autorité du Premier ministre un dispositif de réexamen de l'ensemble des dépenses de l'État afin de les avoir très largement réorientés d'ici 3 ans.
13. Consacrer deux fois plus de temps dans le calendrier parlementaire à l'analyse des résultats qu'au vote du budget.
14. Simplifier l'organisation administrative et faire disparaitre toutes les structures redondantes.

### Moderniser profondément la politique de ressources humaines des administrations publiques
15. Utiliser dès aujourd'hui au maximum l'occasion des départs à la retraite pour supprimer les sureffectifs.
16. Lever tous les obstacles à la mobilité des agents.
17. Fixer une part significative de la rémunération des gestionnaires en fonction de la qualité de leur gestion et du respect de leurs objectifs.

### Changer la logique de nos politiques de croissance, d'emploi et de cohésion sociale
18. Évaluer sous 3 ans l'efficacité des réglementations publiques, pour assurer leur cohérence avec les dépenses publiques.
19. Pour renforcer notre croissance potentielle, concentrer les moyens publics au lieu de les disperser, particulièrement dans les domaines des politiques de l'emploi, de l'enseignement supérieur et de la recherche.
20. Faire vraiment le choix de la cohésion sociale, c'est-à-dire accepter de concentrer les moyens beaucoup plus qu'aujourd'hui sur les situations et les risques jugés essentiels.

## Réactions politiques
Le Premier ministre français Dominique de Villepin a annoncé le 14 décembre 2005 qu'il présenterait au parlement, en juin 2006, un plan quinquennal de désendettement avec pour objectif de ramener la dette à 60 % du PIB, afin de respecter les normes européennes.

## Rapport Pébereau: 7 ans après
Michel Pébereau a publié dans L'Année des professions financières 2013, ouvrage de référence, un article expliquant comment ce rapport datant de 2005 est toujours d'actualité face à la nécessité de la résorption du déficit public français à travers la réduction des dépenses publiques.